# José Correia
Júnior José Correia, meglio noto come Zé Turbo (Bissau, 22 ottobre 1996), è un calciatore guineense, attaccante dell'AEL Limassol in prestito dal Pari Nižnij Novgorod.

## Biografia
Viene soprannominato Zé Turbo in virtù della sua velocità nella corsa.

## Carriera

### Club

#### Gli inizi
Nato in Guinea-Bissau, cresce calcisticamente nel Real SC, squadra di Queluz, in Portogallo, rimanendovi fino all'estate 2014, quando passa allo Sporting Lisbona, nel quale rimane per poco più di mezza stagione, giocando anche in Youth League, prima di rifiutare il rinnovo ed accasarsi all'Inter, che lo inserisce nella squadra Primavera, con la quale vince la Coppa Italia alla seconda stagione. Visto l'ottimo rendimento all'interno della squadra primavera viene inserito nel giro della prima squadra già alla sua prima stagione venendo portato in panchina dal mister Roberto Mancini in occasione dell'ultima giornata di campionato nella partita casalinga contro l'Empoli vinta per 4-3. Nella stagione successiva dopo aver svolto tutta la preparazione estiva con la prima squadra, giocando anche alcune amichevoli entra con maggiore frequenza nella prima squadra, venendo convocato nell'arco della stagione contro Chievo, Hellas Verona e Sassuolo rimanendo tuttavia in panchina, non riuscendo ad esordire ufficialmente con la squadra meneghina.

#### Prestiti vari
Il 4 agosto 2016 l'Inter lo cede in prestito al Tondela, squadra di Primeira Liga, la massima serie portoghese. Debutta il 20 agosto in campionato sul campo del Chaves, subentrando al 72º a Miguel Cardoso e sfornando all'82º l'assist per il compagno Jhon Murillo, il quale realizza la rete del definitivo 1-1. La prima da titolare arriva il 9 ottobre, nella partita valevole per il secondo turno della coppa di lega portoghese persa 3-0 contro la Feirense. Chiude dopo mezza stagione con 10 presenze.
A inizio 2017 chiude anticipatamente l'avventura al Tondela e si trasferisce al Marbella FC, in Segunda División B, terza serie spagnola. Fa il suo esordio il 29 gennaio nella vittoria interna per 3-2 sul Mancha Real in campionato, entrando all' 82'. Termina la metà stagione con 13 apparizioni.
Nell'estate 2017 ritorna in Italia, passando in prestito al Catania in Serie C. Esordisce con gol il 29 agosto nel 6-0 sul campo dell'Akragas in Coppa Italia Serie C, entrando al 64' e realizzando il 3-0 dopo 5 minuti. La prima in campionato la gioca il 2 settembre, entrando al 79' della sconfitta per 1-0 in trasferta contro la Casertana. Il prestito viene interrotto il 17 gennaio.

### Nazionale
Decide di optare per la nazionale della Guinea-Bissau, nonostante la naturalizzazione portoghese, e nel 2017 viene inserito nella lista iniziale di 35 giocatori per la Coppa d'Africa, non venendo però scelto per la squadra finale che partecipa alla competizione, la prima di sempre per i guineensi. Viene invece convocato per la Coppa d'Africa del 2023.

## Statistiche

### Presenze e reti nei club
Statistiche aggiornate al 6 agosto 2020.
| Stagione              | Squadra               | Campionato            | Campionato | Campionato | Coppe nazionali | Coppe nazionali | Coppe nazionali | Coppe continentali | Coppe continentali | Coppe continentali | Altre coppe | Altre coppe | Altre coppe | Totale | Totale | Totale |
| Stagione              | Squadra               | Comp                  | Pres       | Reti       | Comp            | Pres            | Reti            | Comp               | Pres               | Reti               | Comp        | Pres        | Reti        | Pres   | Reti   |        |
| --------------------- | --------------------- | --------------------- | ---------- | ---------- | --------------- | --------------- | --------------- | ------------------ | ------------------ | ------------------ | ----------- | ----------- | ----------- | ------ | ------ | ------ |
| gen.-giu. 2015        | Inter                 | A                     | 0          | 0          | CI              | -               | -               | UEL                | -                  | -                  | -           | -           | -           | 0      | 0      |        |
| 2015-2016             | Inter                 | A                     | 0          | 0          | CI              | 0               | 0               | -                  | -                  | -                  | -           | -           | -           | 0      | 0      |        |
| Totale Inter          | Totale Inter          | Totale Inter          | 0          | 0          |                 | 0               | 0               |                    | -                  | -                  |             | -           | -           | 0      | 0      |        |
| 2016-gen. 2017        | Tondela               | PL                    | 7          | 0          | TdP+TdL         | 2+1             | 0               | -                  | -                  | -                  | -           | -           | -           | 10     | 0      |        |
| gen.-giu. 2017        | Marbella FC           | SDB                   | 13         | 0          | CR              | -               | -               | -                  | -                  | -                  | -           | -           | -           | 13     | 0      |        |
| 2017-gen. 2018        | Catania               | C                     | 5          | 0          | CI-C            | 2               | 1               | -                  | -                  | -                  | -           | -           | -           | 7      | 1      |        |
| gen.-giu. 2018        | Olhanense             | SL                    | 12         | 1          | CP+CdL          | -               | -               | -                  | -                  | -                  | -           | -           | -           | 12     | 1      |        |
| 2018-gen. 2019        | Newell's Old Boys     | PD                    | 1          | 0          | CA              | 0               | 0               |                    | -                  | -                  |             | -           | -           | 1      | 0      |        |
| 2019                  | Nacional              | DP                    | 3          | 0          | -               | -               | -               | -                  | -                  | -                  | -           | -           | -           | 3      | 0      |        |
| 2019-gen. 2020        | Sciaffusa             | CL                    | 18         | 2          | CS              | 0               | 0               | -                  | -                  | -                  | -           | -           | -           | 18     | 2      |        |
| gen.-giu. 2020        | Grasshoppers          | CL                    | 13         | 1          | CS              | -               | -               | -                  | -                  | -                  | -           | -           | -           | 13     | 1      |        |
| 2021                  | Nantong Zhiyun        | L1                    | 32         | 14         | CC              | 1               | 0               | -                  | -                  | -                  | -           | -           | -           | 33     | 14     |        |
| 2022                  | Nantong Zhiyun        | L1                    | 32         | 20         | CC              | 0               | 0               | -                  | -                  | -                  | -           | -           | -           | 32     | 20     |        |
| Totale Nantong Zhiyun | Totale Nantong Zhiyun | Totale Nantong Zhiyun | 64         | 34         |                 | 1               | 0               |                    | -                  | -                  |             | -           | -           | 65     | 34     |        |
| feb.-mag. 2023        | Al-Markhiya           | QSL                   | 10         | 4          | EQC             | 1               | 0               | -                  | -                  | -                  | -           | -           | -           | 11     | 4      |        |
| 2023-2024             | Pari Nižnij Novgorod  | PL                    | 25         | 4          | KR              | 4               | 0               | -                  | -                  | -                  | -           | -           | -           | 29     | 4      |        |
| Totale carriera       | Totale carriera       | Totale carriera       | 171        | 46         |                 | 11              | 1               |                    | -                  | -                  |             | -           | -           | 182    | 47     |        |

### Cronologia presenze e reti in nazionale
| Cronologia completa delle presenze e delle reti in nazionale ― Guinea-Bissau | Cronologia completa delle presenze e delle reti in nazionale ― Guinea-Bissau | Cronologia completa delle presenze e delle reti in nazionale ― Guinea-Bissau | Cronologia completa delle presenze e delle reti in nazionale ― Guinea-Bissau | Cronologia completa delle presenze e delle reti in nazionale ― Guinea-Bissau | Cronologia completa delle presenze e delle reti in nazionale ― Guinea-Bissau | Cronologia completa delle presenze e delle reti in nazionale ― Guinea-Bissau | Cronologia completa delle presenze e delle reti in nazionale ― Guinea-Bissau |
| Data                                                                         | Città                                                                        | In casa                                                                      | Risultato                                                                    | Ospiti                                                                       | Competizione                                                                 | Reti                                                                         | Note                                                                         |
| ---------------------------------------------------------------------------- | ---------------------------------------------------------------------------- | ---------------------------------------------------------------------------- | ---------------------------------------------------------------------------- | ---------------------------------------------------------------------------- | ---------------------------------------------------------------------------- | ---------------------------------------------------------------------------- | ---------------------------------------------------------------------------- |
| 14-6-2023                                                                    | Bissau                                                                       | São Tomé e Príncipe                                                          | 0 – 1                                                                        | Guinea-Bissau                                                                | Qual. Coppa d'Africa 2023                                                    | -                                                                            | 79’                                                                          |
| 11-9-2023                                                                    | Bissau                                                                       | Guinea-Bissau                                                                | 2 – 1                                                                        | Sierra Leone                                                                 | Qual. Coppa d'Africa 2023                                                    | -                                                                            | 76’                                                                          |
| 6-1-2024                                                                     | Bamako                                                                       | Mali                                                                         | 6 – 2                                                                        | Guinea-Bissau                                                                | Amichevole                                                                   | -                                                                            | 86’                                                                          |
| 13-1-2024                                                                    | Abidjan                                                                      | Costa d'Avorio                                                               | 2 – 0                                                                        | Guinea-Bissau                                                                | Coppa d'Africa 2023 - 1º turno                                               | -                                                                            | 75’                                                                          |
| 18-1-2024                                                                    | Abidjan                                                                      | Guinea Equatoriale                                                           | 4 – 2                                                                        | Guinea-Bissau                                                                | Coppa d'Africa 2023 - 1º turno                                               | 1                                                                            | 77’                                                                          |
| 22-1-2024                                                                    | Abidjan                                                                      | Guinea-Bissau                                                                | 0 – 1                                                                        | Nigeria                                                                      | Coppa d'Africa 2023 - 1º turno                                               | -                                                                            | 68’                                                                          |
| 22-3-2024                                                                    | Tétouan                                                                      | Sudan                                                                        | 1 – 0                                                                        | Guinea-Bissau                                                                | Amichevole                                                                   | -                                                                            | 68’                                                                          |
| 25-3-2024                                                                    | Tétouan                                                                      | Sudan                                                                        | 1 – 2                                                                        | Guinea-Bissau                                                                | Amichevole                                                                   | -                                                                            | 84’                                                                          |
| 10-6-2024                                                                    | Bissau                                                                       | Guinea-Bissau                                                                | 1 – 1                                                                        | Egitto                                                                       | Qual. Mondiali 2026                                                          | -                                                                            | 66’                                                                          |
| 5-9-2024                                                                     | Bissau                                                                       | Guinea-Bissau                                                                | 1 – 0                                                                        | eSwatini                                                                     | Qual. Coppa d'Africa 2025                                                    | -                                                                            | 73’                                                                          |
| 10-9-2024                                                                    | Maputo                                                                       | Mozambico                                                                    | 2 – 1                                                                        | Guinea-Bissau                                                                | Qual. Coppa d'Africa 2025                                                    | -                                                                            | 72’                                                                          |
| 11-10-2024                                                                   | Bamako                                                                       | Mali                                                                         | 1 – 0                                                                        | Guinea-Bissau                                                                | Qual. Coppa d'Africa 2025                                                    | -                                                                            | 80’                                                                          |
| 15-10-2024                                                                   | Bissau                                                                       | Guinea-Bissau                                                                | 0 – 0                                                                        | Mali                                                                         | Qual. Coppa d'Africa 2025                                                    | -                                                                            | 84’                                                                          |
| 15-11-2024                                                                   | Lobamba                                                                      | eSwatini                                                                     | 1 – 1                                                                        | Guinea-Bissau                                                                | Qual. Coppa d'Africa 2025                                                    | -                                                                            | 72’                                                                          |
| 19-11-2024                                                                   | Bissau                                                                       | Guinea-Bissau                                                                | 1 – 2                                                                        | Mozambico                                                                    | Qual. Coppa d'Africa 2025                                                    | -                                                                            | 63’                                                                          |
| 24-3-2025                                                                    | Bissau                                                                       | Guinea-Bissau                                                                | 1 – 2                                                                        | Burkina Faso                                                                 | Qual. Mondiali 2026                                                          | -                                                                            | 68’ 75’                                                                      |
| Totale                                                                       |                                                                              | Presenze                                                                     | 16                                                                           |                                                                              | Reti                                                                         | 1                                                                            |                                                                              |

## Palmarès

### Club

#### Competizioni giovanili
- Coppa Italia Primavera: 1

Inter: 2015-2016